# 우지역 (서일본 여객철도)
우지역(일본어: 宇治駅 , うじえき)은 일본 교토부 우지시에 있는 역이다. 서일본 여객철도가 관할하는 나라 선이 지난다.

## 역 구조
쌍섬식 2면 4선 승강장 형태의 교상역이다. 현재의 역사는 뵤도인 호오도(平等院鳳凰堂)의 형상을 바탕으로 2000년 8월 개축된 것이다. 교토 방면에서 온 일부 보통 열차의 회차 운전이 이루어지고 있다.
역장직이 있는 직영역으로, 교토 역과 기즈 역 ~ 나라 역 간을 제외한 모든 나라 선의 중간역을 관할하고 있다. 이코카 및 제휴 교통카드의 사용이 가능하다.

### 승강장
| 1·2 | ■ 나라 선 상행 | 교토 · 로쿠지조 방면 |
| 3·4 | ■ 나라 선 하행 | 기즈 · 나라 방면     |

## 역세권 정보
게이한 전기 철도 우지 선의 우지 역과는 890m 정도 떨어져 있다.
- 뵤도인
- 우지 신사

## 역사
- 1896년 1월 25일 - 나라 철도의 모모야마역 ~ 다마미즈역 간 개통에 따라 개업했다.
- 1905년 2월 7일 - 회사 합병에 따라 간사이 철도의 소속이 되었다.
- 1907년 10월 1일 - 국유화에 따라 일본국유철도의 소속이 되었다.
- 1987년 4월 1일 - 민영화에 따라 서일본 여객철도의 소속이 되었다.
- 2003년 11월 1일 - 이코카의 사용이 개시되었다.

## 인접 역
| 서일본 여객철도    | 서일본 여객철도         | 서일본 여객철도     |
| ------------------ | ----------------------- | ------------------- |
| 로쿠지조 교토 방면 | ■ 나라 선 미야코지 쾌속 | 조요 나라 방면      |
| 로쿠지조 교토 방면 | ■ 나라 선 쾌속          | JR 오구라 나라 방면 |
| 오바쿠 교토 방면   | ■ 나라 선 보통          | JR 오구라 나라 방면 |